# Bond Elin
Bond Elin Göransdotter, född 1628, död i Älvdalen 19 maj 1669, var en svensk som blev avrättad för häxeri. Hon var en av de som avrättades i häxprocessen i Älvdalen, som var startpunkten för det stora oväsendet.

## Biografi
Bond Elin uppgavs vara 40 år gammal och Jacob Anderssons hustru i Östermyckeläng. Hon hade åtminstone fyra barn: Anna, Karin, Anders och Kerstin. 

### Rannsakning
Hon var en av åtta åtalade inför den andra trolldomsrättegången i Älvdalen i december 1668. Systrarna Anna Jacobsdotter och Karin Jacobsdotter i Östermyckeläng, 12 respektive 9 år gamla, anklagade sin mor, Bond Elin, för att ha fört dem till Blåkulla. Det var pastorn i Älvdalen H. Lars Petri som hade anmält saken inför rätten: efter att han hade förhört Gertrud Svensdotter om hennes Blåkullafärd med Märit Jonsdotter, hade han också förhört ett antal andra barn i bygden om de också varit med om Blåkullafärder, av vilka systrarna Anna Jacobsdotter varit en, och hon hade berättat att hon varit i Blåkulla med sin mor, något även hennes syster Karin sedan hade bekräftat. 
Bond Elin kallades inför rätten och förnekade all kunskap och sade att hon inte kunde "ljuga på sig själv". Hennes dotter Karin upprepade sitt vittnesmål, och Anna medgav att hon hade ridit på en ko till Blåkulla med Pelle Marit och att hennes mor varit där med dem. Den 17-åriga Pelle Marit (Marit Andersdotter) vittnade sedan och bekräftade Annas uppgift att även hon farit till Blåkulla med Elin. 

### Bekännelse
Bond Elin utsattes sedan för tortyr. Bond Elin torterades med handklovar medan hon var omgiven av sina döttrar som skrek åt henne att bekänna så att hon skulle skulle slippa lida:
"Denna Bond Elin nekade allt stadigt och framgent, och uträttade hos henne inga goda ord eller något lockande, lät alltså hans nåde Landshövdingen slå trähandklovar på henne. Medan sådant påstod voro alla förberörda barnen omkring henne, så väl hennes egna som de andra, budo henne i Jesu namn bekänna så sluppe hon lös, hon visste väl själv att hon nekade emot sanningen, och därför måste hon nu detta lida".
Efter tortyren avlade hon sin bekännelse och erkände sig skyldig. Hon uppgav att hon 11 år tidigare hade väckts av Bland Anna, som bjudit henne på ett bröllop; hon hade fört henne till prästgården, där de tagit en oxe, och sedan fört denna oxe till ett vägskäl där de ropade på Satan, och sedan smort in oxen och flugit iväg till Blåkulla, där hon "fulleligen stadde sig i tjänst hos Satan, gav sig honom till kropp och själ, åt drack, dansade, var i kammaren och där såg vackra ståtliga sängar etc". Efter tredje gången hade hon fått ett horn med smörjolja och kunde sedan resa dit själv när hon ville. Hon erkände att hon hade fört dit sina barn och låtit Satan omdöpa dem, och att hon sedan hade fört även andra barn i bygden, samt Pelle Marit, och att hon, Anna, Karin och Pelle Marit en gång ridit dit på Lasse Larssons vita ko. Hon hade också stulit andras matvaror och besökt Älvdalens kyrka tappat vin med Satan, skavt i kyrkklockor och mässkläder. Däremot nekade hon tvärt till pastor H. Lars Elvius, som "hårt ihop med henne ensides och examinerade henne" fråga om hon hade havt samlag med Satan, "vilket hon dock alldeles förnekade, och sade kort nej därtill".  
Hon angav slutligen flera personer hon sett i Blåkulla: Bäcke Mickels hustru Kerstin i Blyberg, hennes dotter Maite Nilses hustru Brita, denna Britas döttrar Kerstin och Brita, Nisse Elin, Knås Elin, Per Hanses Kerstin på Åsen, Ris Anna och hennes dotter Marit Matsdotter, Mats Mickelsson och Bälter Matses hustru. 

### Efterspel
Hon blev en av de som avrättades i häxprocessen i Älvdalen: den 19 maj 1669 avrättades Knopar Elin Knutsdotter, 70 år; Bland-Anna, 70 år; Bond Elin, 40 år; Lasse Persson, 20 år; Gålichs Anna Olsdotter, 17 år; och Brita Andersdotter, 17 år. Avrättningen ägde rum genom halshuggning och bränning.